# Fair to Midland
Fair to Midland – amerykańska grupa rockowa założona w 1998.

## Skład
Obecnie zespół tworzą:
- Darroh Sudderth – śpiew
- Cliff Campbell – gitara
- Jon Dicken – gitara basowa
- Brett Stowers – perkusja
- Matt Langley – instrumenty klawiszowe

## Dyskografia
Na dyskografię zespołu składają się następujące albumy:
Albumy studyjne
- The Carbon Copy Silver Lining (2002, wydanie własne)
- Inter.Funda.Stifle (2004, wydanie własne)
- Fables From a Mayfly: What I Tell You Three Times Is True (2007,Universal Republic, Serjical Strike Records)
- Arrows & Anchors (2011, Season Of Mist, eOne)

Minialbumy i single
- The Drawn And Quartered EP (2006, Serjical Strike Records)
- Dance Of The Manatee (2007, Republic, Universal)
- Something Borrowed: A Collection Of Demos (2007, Universal,  Republic)
- Dance Of The Manatee (2007, Universal Republic)